# Селиська (Перемишльський повіт)
Селиська (пол. Siedliska) — село в Польщі, на Закерзонні, у гміні Медика Перемишльського повіту Підкарпатського воєводства.
Населення — 700 осіб (2011).

## Розташування
Розташоване недалеко від кордону з Україною. Село розташоване за 9 км на схід від Перемишля та 71 км на схід від Ряшева.

## Історія
Входило до складу Медицького ключа у складі Перемишльського староства Перемишльської землі Руського воєводства до 1772 року.
У 1880 році село належало до Перемишльського повіту Королівства Галичини та Володимирії Австро-Угорської імперії, в селі було 104 будинки і 585 жителів (551 греко-католик, 1 римо-католик і 33 юдеї). Наприкінці XIX століття в селі зведено фортифікаційні укріплення кільцевої оборони фортеці Перемишль.
Під час українсько-польської війни і битви за Перемишль у листопаді 1918 року в Селиськах загинуло четверо вояків Української Галицької Армії — Іван Сорока, Макар Сеник, Іван Стисло і Ефрозина Щирба. 
У 1939 році в селі проживало 940 мешканців, з них 830 українців, 30 поляків, 50 польських колоністів міжвоєнного періоду і 30 євреїв. Село входило до ґміни Поповичі Перемишльського повіту Львівського воєводства.
Наприкінці вересня 1939 р. село зайняла Червона армія. 27 листопада 1939 року постановою Президії Верховної Ради УРСР село у складі повіту включене до новоутвореної Дрогобицької області. В червні 1941, з початком Радянсько-німецької війни, село було окуповане німцями. В липні 1944 року радянські війська оволоділи селом, а в травні 1948 року село зі складу Дрогобицької області передано Польщі. Українців добровільно-примусово виселяли в СРСР.
У 1975-1998 роках село належало до Перемишльського воєводства.

## Демографія
Демографічна структура станом на 31 березня 2011 року:
|          | Загалом | Допрацездатний вік | Працездатний вік | Постпрацездатний вік |
| -------- | ------- | ------------------ | ---------------- | -------------------- |
| Чоловіки | 314     | 75                 | 219              | 20                   |
| Жінки    | 386     | 85                 | 225              | 76                   |
| Разом    | 700     | 160                | 444              | 96                   |

## Церква
У 1917 році українці збудували дерев’яну греко-католицьку церкву Покрови Пресвятої Богородиці. До їх депортації була парафіяльною церквою, яка належала до Медицького деканату Перемишльської єпархії. До нинішнього дня з церкви залишилися тільки рештки фундаменту.

## Пам'ятки

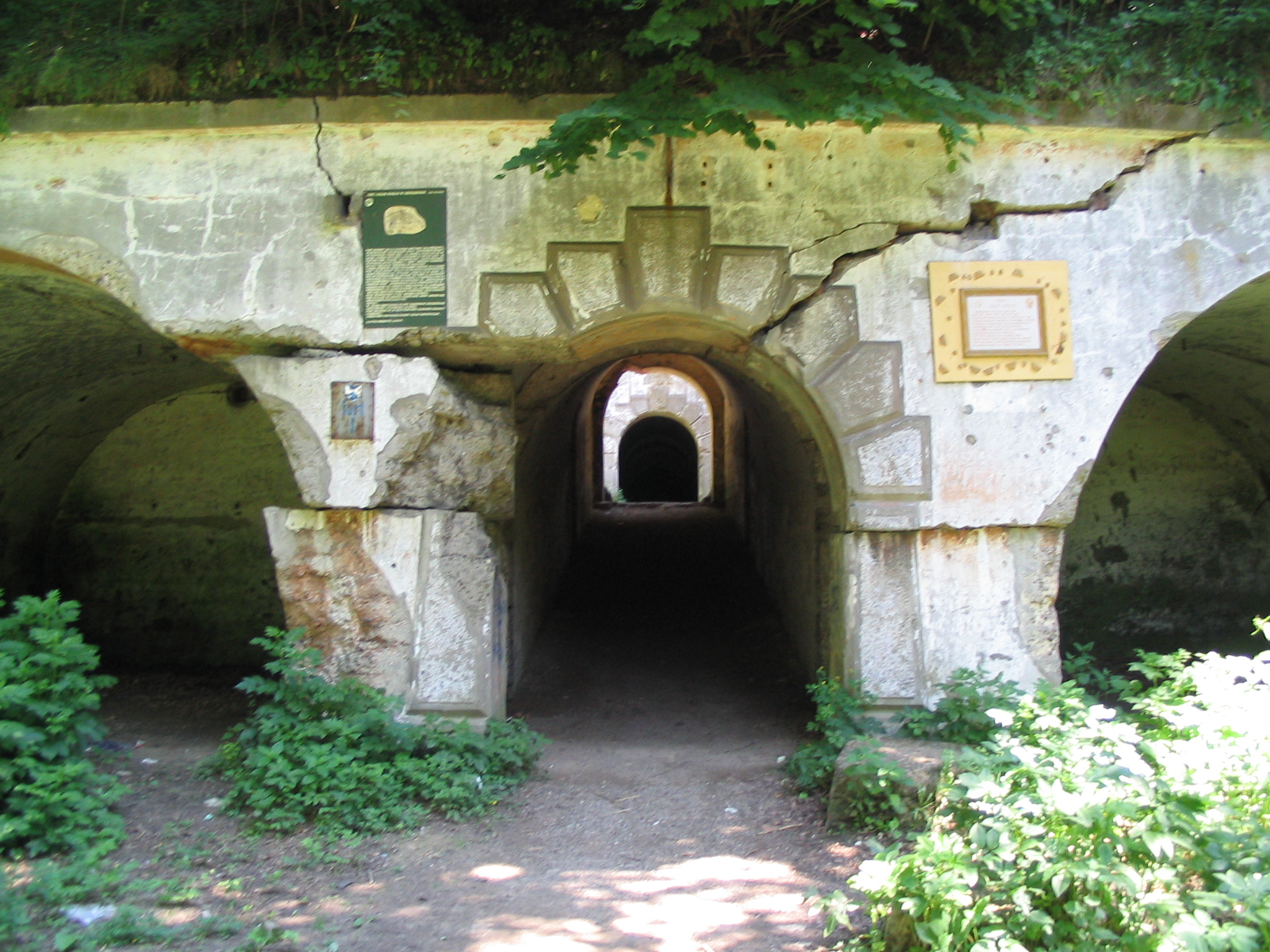
Форт "W I Salis Soglio"

- Форти кільцевих оборонних укріплень фортеці Перемишль.
- Колишня австрійська казарма зламу XIX-XX століть, з 1960-х років — школа.
- Колишній греко-католицький цвинтар поблизу місця, де стояла церква; уціліло 24 надгробки, серед них і загиблим в обороні ЗУНРу від поляків у 1918 році.

## Відомі люди

### Народилися
- Прийма Остап Іванович (1886—1937) — український лікар, громадський діяч, сотник-лікар УГА. Доктор медицини.